# Sjövärnskåren
Sjövärnskåren (SVK), formellt Sjövärnskårernas Riksförbund (SVK RF) med underliggande lokala sjövärnskårer, är en svensk frivillig försvarsorganisation inom det marina området som utbildar och erbjuder kompetens till Försvarsmakten och det marina hemvärnet. Man bedriver även en omfattande ungdomsverksamhet. 
Mellan 1941 och 1981 var Sjövärnskåren en myndighet som var en del av svenska marinen.

## Historia

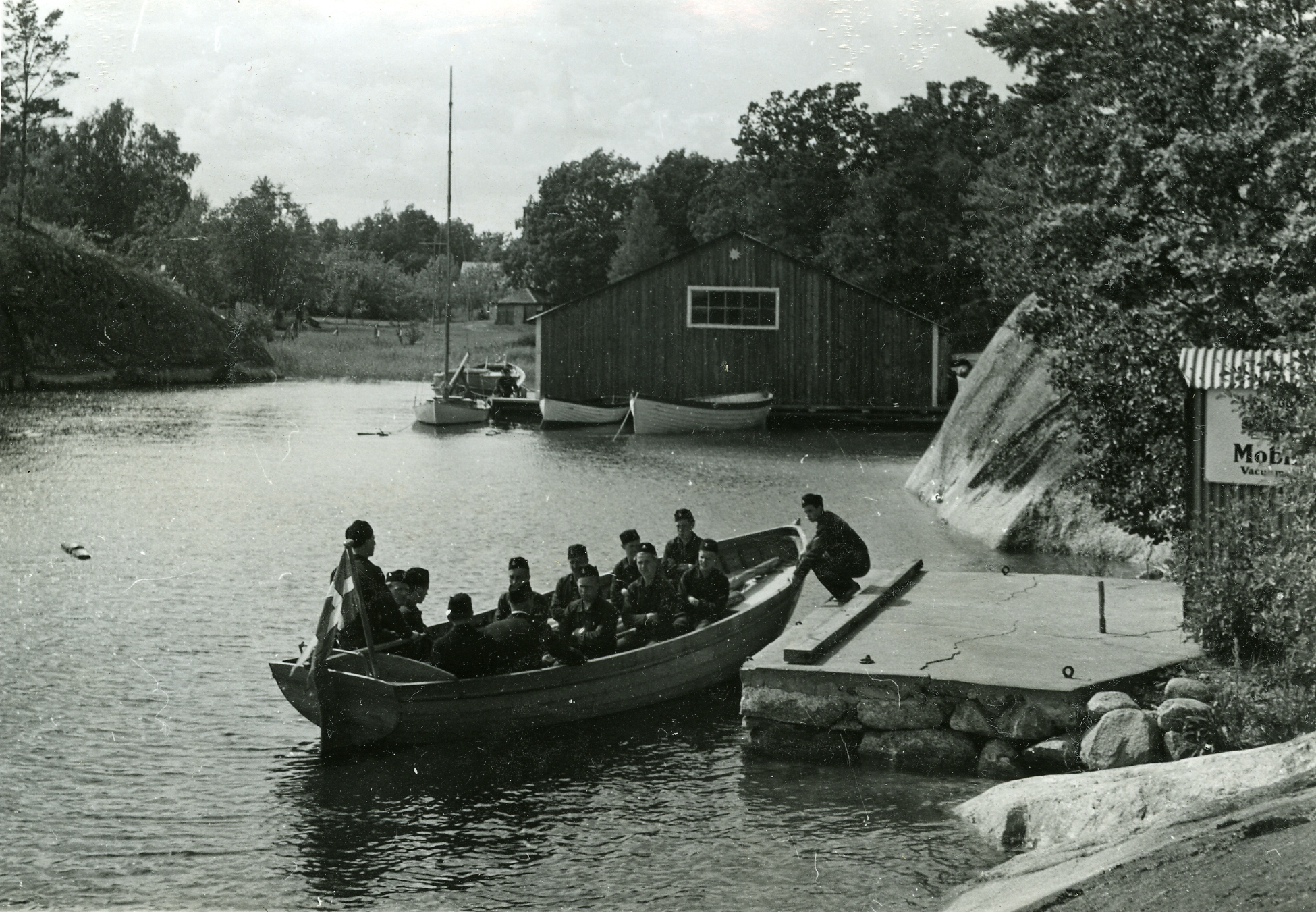
Roddexercis på Aspirantskolan Finnhamn 1942.

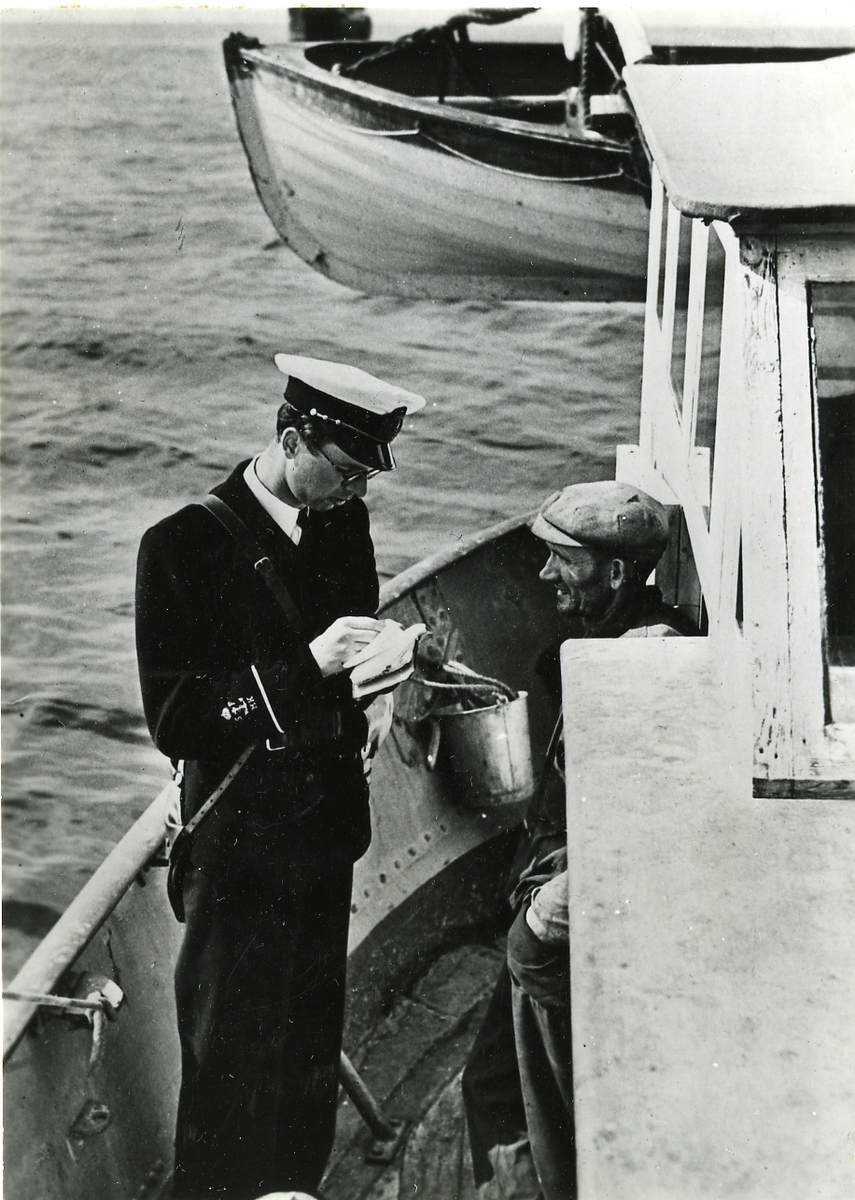
Fänrik vid Sveriges Frivilliga Motorbåtskår (S.F.M.K.) utför visitering 1939.

Sjövärnskåren bildades 1915 under namnet Sveriges frivilliga motorbåtskår (SFMK), som ett resultat av de första lokala initiativen 1913. I början var reglementet otydligt. Den som antogs åtog sig att med en sjöduglig motorbåt stå till försvaret förfogande under fyra år. Man åtog sig även att hålla sin båt bemannad med utbildad besättning. Medlemmarna erhöll tjänsteställning men inte tjänstegrad, då man antogs fick man underlöjtnants tjänsteställning och kåren var en ren officerskår. Något krav på att inte vara värnpliktig eller försvarsanställd fanns inte, men dessa tjänstgöringar gick före tjänstgöring i sjövärnskåren vilket gjorde tillgängligheten på båtar osäker. 
1927 inrättades ett nytt reglemente. Till skillnad från tidigare fick inte anställda i försvarsmakten, värnpliktiga eller landstormsmän antas, även vissa utbildade inom specialyrken som behövdes inom försvaret förhindrades från att antas. De nyantagna fick nu tjänsteställning som aspirant och antogs först efter lämplighetsprövning till officer. Man kunde nu även antas som passiv medlem, vilket innebar att man ställde sin båt men inte sig själv till sjövärnskårens förfogande. 1938 antogs ett nytt reglemente där tjänstegraderna blev korpral, flaggkorpral, fänrik, löjtnant, kapten. De icke ordinarie räknades alla som meniga. Tjänsteställningen inom sjövärnkåren kom nu att räknas efter motsvarande grad inom försvarsmakten men före dem med lägre grad. Samtidigt infördes ersättning då båtarna togs i anspråk för försvarsmaktens behov.
1941 omorganiserades SFMK till Sjövärnskåren (SVK) som då blev militär myndighet direkt underställd Chefen för Marinen (C M). Det innebar en radikal förbättring av utbildningen av aspiranterna inom kåren och vidareutbildningar för officerare inom kåren. Ungdomsutbildningar hade organiserats inom Göteborgs- och Stockholmsflottiljerna av SFMK redan från 1920-talet men dessa formaliserades nu för unga pojkar som sedan fick göra värnplikt i flottan som var särskilt anpassad till SVK:s ändamål varfter dessa blev sjövärnsmän eller sjövärnsofficerare med särskilda tjänstgöringsregler. Under SVK organiserades ett antal sjövärnsflottiljer, SFMK hade 1939 bestått av 10 flottiljer, de utökades nu och 1945 bestod SVK av 17 flottiljer, mer tydligt geografiskt organiserade.
Med åren bildades till de olika sjövärnsflottiljerna kamratföreningar, s.k. sjövärnsföreningar. Från 1974 samlades dessa i en riksorganisation - Sjövärnsföreningarnas Riksförbund (SVF RF) - som anslöts till Centralförbundet för Befälsutbildning (CFB). 
Med tiden blev SVK överflödig varför en omvandling till frivillig försvarsorganisation föreslogs, något som efter långa diskussioner genomfördes genom att myndigheten SVK nedlades medan SVF RF omorganiserades till Sjövärnskårernas Riksförbund (SVK RF).

## Syfte och organisation
Riksförbundet har sitt säte i Stockholm. Det finns 17 lokala sjövärnskårer i Sverige. Organisationen har cirka 4000 medlemmar. Organisationens egen tidning Sjövärnsposten ges ut sedan 1944, ursprungligen en gång i månaden men numera en gång i kvartalet, innehållande aktualiteter som berör Sjövärnskåren.
Sjövärnskårens uppgift är att rekrytera och genomföra frivillig marin vuxen- och ungdomsutbildning som ett komplement till Svenska marinen och förberedande utbildning i sjömanskap inför en eventuell värnpliktutbildning respektive officersutbildning. Kårens uppgift inom totalförsvaret är att kunna bistå med stödjande insatser för räddningstjänst till sjöss, sjöbevakningen och transporter vid större olyckor och katastrofer på uppdrag av MSB samt delta i det allmänna utbytet och samarbetet med motsvarande verksamheter i andra länder.

## Ungdomsverksamhet

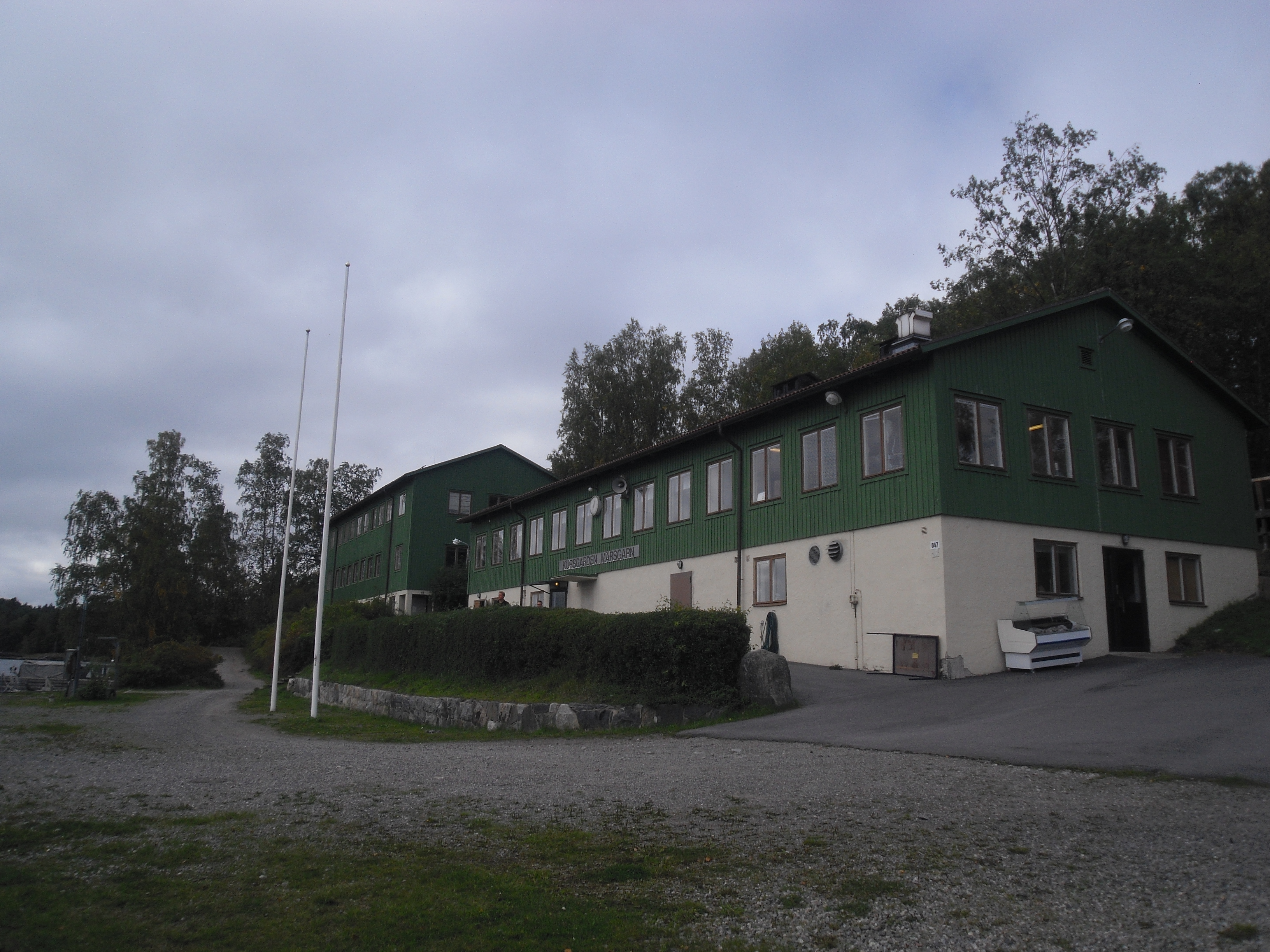
Sjövärnskårens kursgård på Märsgarn, en av de platser där sommarskolorna bedrivs

Sjövärnskårerna bedriver bland annat en betydande ungdomsverksamhet. På Märsgarn (Stockholm), Lungön (Härnösand), Känsö (Göteborg) och på Kungsholmen (Karlskrona) har sjövärnskårerna så kallade sommarskolor för ungdomar i åldrarna 15-19 år. På dessa tre-veckors-skolor lär eleverna sig sjömanskap, navigation, första hjälpen, att segla, framföra fartyg, militärt uppträdande, militär historia, försvarskunskap, kamratskap och allt annat en marinens man eller kvinna förväntas kunna. 
De mindre båtar som används för seglingsutbildning är bland annat: 2-kronor, IF-båtar, Monark 44, 606, Laser och så kallade "valbåtar". Eleverna tränas flitigt i rodd med skeppsbåtar till tidigare örlogsfartyg. Roddbåtarna är så kallade "tiohuggare" och benämns internt för valbåtar. Rodd är en paradgren och varje år genomförs tävlingar skolorna emellan för att kora det bästa roddarlaget. Sjövärnskåren främjar fysisk aktivitet och idrotter. Träning står ofta på schemat under sommarskolorna.
Eleverna går första sommaren en grundkurs (GK), andra sommaren en fortsättningskurs (FK) som ger fördjupade seglingskunskaper samt tredje sommaren en praktikkurs (PK), som ger praktiska kunskaper i att framföra större fartyg. Det finns även möjlighet att en fjärde sommar gå en ledarkurs (LK) som utbildar eleverna till biträdande instruktörer, som sedan under trainee-liknande förhållanden får undervisa de yngre eleverna.
Under vinterhalvåret genomförs så kallad hemortsutbildning där eleverna får chans att förkovra sig i det de har lärt sig under sommaren. Stor vikt läggs vid navigationen och eleverna förväntas ha tagit förarintyg samt kustskepparintyg innan de har avslutat sina tre år. Eleverna ges utöver sommarskolorna bland annat möjlighet att segla med flottans skonerter HMS Gladan eller HMS Falken och deltaga vid utbyte inom ramen för International Sea Cadet Association (ISCA).

## Fartyg

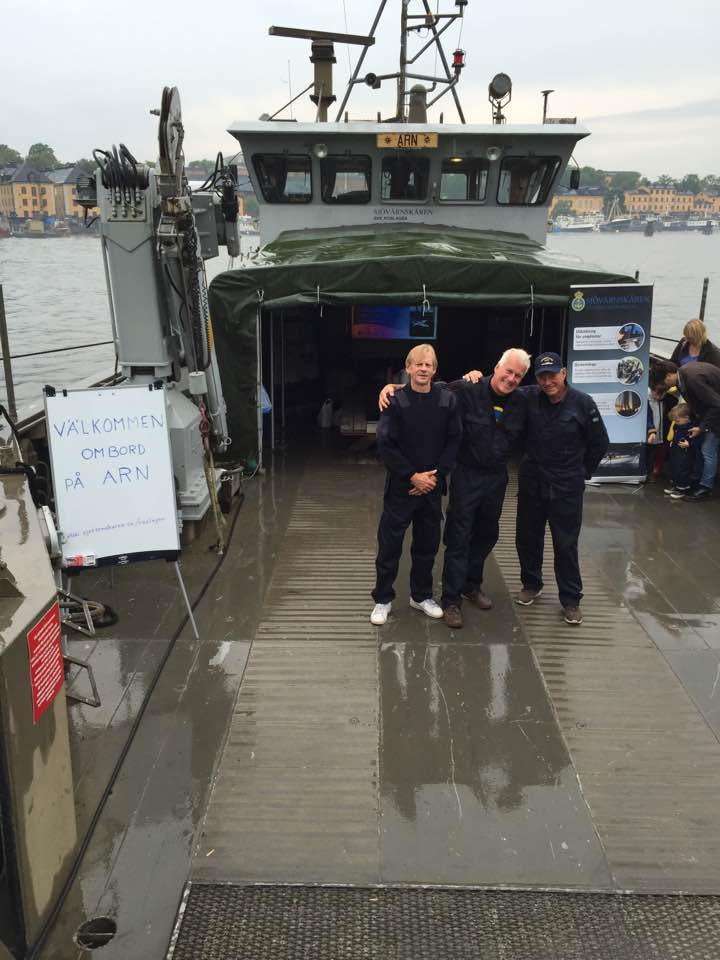
Sjövärnskårens representanter Dan Koehl, Thomas Olheden och Roland Forsberg, visar Trossbåt 600, SVK 655 Arn under örlogsdagarna vid Galärvarvet, 2016

Sjövärnskårens flotta består till största dels av tidigare militära fartyg. 
- HMS Östhammar (V11) är en tidigare vedettbåt från Kungliga Svenska Flottan; disponeras nu av Blekinge Sjövärnskår.
- HMS Gråskär (65) är en tidigare bevakningsbåt, som numera används som utbildningsfartyg i Södermanlands Sjövärnskår.
- HMS Hojskär (70) är en tidigare bevakningsbåt från KA 3; används numera som utbildningsfartyg i Gotlands Sjövärnskår.
- HMS Bredskär (74) är en tidigare bevakningsbåt och används numera som utbildningsfartyg i Västernorrlands Sjövärnskår.
- HMS Huvudskär (77) är en tidigare bevakningsbåt och används numera som utbildningsfartyg i Södertörns Sjövärnskår.
- HMS Krickan (B02) är ett tidigare hydronfonbojfartyg, som numera används som utbildningsfartyg i Gotlands Sjövärnskår.

- SVK 223, Transportbåt Större, tillhör Gävleborgs sjövärnskår.
- SVK 248, Transportbåt Större, tillhör Göteborgs sjövärnskår.

- SVK Fårö (603), Trossbåt 600, tillhör Gotlands sjövärnskår
- SVK Lungö (652), Trossbåt 600, tillhör Västernorrlands sjövärnskår
- SVK Arn (655), Trossbåt 600, tillhör Roslagens sjövärnskår
- SVK 120, Stridsbåt 90E, Roslagens Sjövärnskår
- SVK 127, Stridsbåt 90E, Roslagens Sjövärnskår
- SVK Irene, Svävare IH-3, Roslagens Sjövärnskår
- SVK Rescuerunner, Räddningsskoter, Roslagens Sjövärnskår

- SVK Elon (701), Bastransportbåt 700, tillhör Västernorrlands sjövärnskår
- SVK Vitsgarn (751), Bastransportbåt 700, tillhör Sjövärnskåren Stockholm
- SVK Märsgarn (752), Bastransportbåt 700, tillhör Sjövärnskåren Stockholm

- Sommarskolan Känsö har en utbildning som är mer amfibie–inriktad och disponerar därför över ett antal av Stridsbåt 90E.
- Blekinge Sjövärnskår äger sedan 2006 ett större segelfartyg, postjakten Hiorten, som används till utbildning i praktisk sjömanskap.
- SVK 02 Stridsbåt 90E tillhör Östergötlands Sjövärnskår.

## Lokala sjövärnskårer
- Blekinge Sjövärnskår
- Sjövärnskåren Stockholm
- Sjövärnskårsdivision Syd
- Gotlands Sjövärnskår
- Gävleborgs Sjövärnskår
- Göteborgs Sjövärnskår
- Kalmarsunds Sjövärnskår
- Nordvästra Skånes Sjövärnskår
- Norra Smålands Sjövärnskår
- Norrbottens Sjövärnskår
- Roslagens Sjövärnskår
- Sydöstra Skånes Sjövärnskår
- Södermanlands Sjövärnskår
- Södertörns Sjövärnskår
- Västernorrlands Sjövärnskår
- Öresunds Sjövärnskår
- Östergötlands Sjövärnskår

## Chefer

### Kårchefer för Sveriges Frivilliga Motorbåtskår
- 1915-1916: Amiral Ludvig Sidner (provisorisk)
- 1916-1927: Viceamiral Henning von Krusenstierna
- 1927: Konteramiral Otto Lybeck
- 1928-1929: Kommendör Fabian Tamm
- 1929-1940: Kommendör Henrik Gisiko
- 1941: Kommendör Bengt Lindgren

### Chefer för Sjövärnskåren (C SVK)
- 1941-1947: Kommendör Bengt Lindgren
- 1948-1955: Kommendör Gösta Berendt
- 1956-1960: Kommendör Percy Hamilton
- 1961-1964: Kommendör Bengt Lind af Hageby
- 1965-1969: Kommendör Bengt Hedlund
- 1970-1974: Kommendör Åke Svedelius
- 1975-1979: Kommendör Lennart Lindgren
- 1980-1981: Kommendör Gustaf Samuelson

### Förbundsordförande i Sjövärnsföreningarnas Riksförbund
- 1974-1981: Jan Prawitz

### Förbundsordförande i Sjövärnskårernas Riksförbund
- 1981-1982: Jan Prawitz
- 1982-1983: Lars-Erik Larsson
- 1984-1990: Lotsbefälhavaren Lars Eléhn
- 1991-1992: Göran Bjursten
- 1993-1998: Erik Wahren
- 1999-2014: John Fritsch
- 2014-2018: Bengt Kristiansson
- 2018-: Annicka Engblom

### Generalsekreterare i Sjövärnskårernas Riksförbund
- 2013-2017: John Fritsch
- 2017-2020 Kommendörkapten Mats B Hansson
- 2020- Staffan Forssell

## Kända sjövärnselever/-aspiranter
- Jan Thörnqvist, viceamiral (Rollsö 1970-tal)[4]
- Mikael Persbrandt, skådespelare (Märsgarn 1970-tal)[5]